# Lahntal und seine Hänge
Lahntal und seine Hänge este o arie protejată (arie specială de conservare — SAC, sit de importanță comunitară — SCI) din Germania întinsă pe o suprafață de 2.166,38 ha, integral pe uscat.

## Localizare
Centrul sitului Lahntal und seine Hänge este situat la coordonatele 50°23′39″N 8°11′17″E / 50.3942°N 8.1881°E.

## Înființare
Situl Lahntal und seine Hänge a fost declarat sit de importanță comunitară în iunie 2000 pentru a proteja 1 specie de plante și 16 specii de animale. Situl a fost protejat și ca arie specială de conservare în martie 2008.

## Biodiversitate
Situată în ecoregiunea continentală, aria protejată conține 17 habitate naturale: Lacuri eutrofice naturale cu vegetație de tip Magnopotamion sau Hydrocharition, Cursuri de apă de la nivel de câmpie la nivel montan, cu vegetație Ranunculion fluitantis și Callitricho-Batrachion, Tufărișuri subcontinentale peripanonice, Pajiști carstice calcaroase sau bazofile, de Alysso-Sedion albi, Pajiști uscate seminaturale și facies de acoperire cu tufișuri pe substraturi calcaroase (Festuco-Brometalia) (* situri importante pentru orhidee), Liziere de ierburi înalte hidrofile de câmpie și de nivel montan până la alpin, Fânețe de joasă altitudine (Alopecurus pratensis, Sanguisorba officinalis), Pante stâncoase calcaroase cu vegetație casmofită, Pante stâncoase silicioase cu vegetație casmofită, Roci stâncoase cu vegetație pionieră de Sedo-Scleranthion sau Sedo albi-Veronicion dillenii, Peșteri inaccesibile publicului, Păduri de fag Luzulo-Fagetum, Păduri de fag Asperulo-Fagetum, Păduri de stejar sau de stejar și carpen sub-atlantice și medio-europene de Carpinion betuli, Păduri de stejar și carpen Galio-Carpinetum, Păduri pe pante, grohotișuri și ravene de Tilio-Acerion, Păduri aluvionare cu Alnus glutinosa și Fraxinus excelsior (Alno-Padion, Alnion incanae, Salicion albae).
La baza desemnării sitului se află mai multe specii protejate:
- plante (1): mușchi (Dicranum viride)
- păsări (13): pescăruș albastru (Alcedo atthis), rață lingurar (Anas clypeata), fâsă de luncă (Anthus pratensis), Ardea cinerea cinerea, rață-cu-cap-castaniu (Aythya ferina), Falco peregrinus peregrinus, becațină comună (Gallinago gallinago), Grus grus grus, capîntortură (Jynx torquilla), sfrâncioc mare (Lanius excubitor excubitor), cormoran mare (Phalacrocorax carbo carbo), mărăcinar (Saxicola rubetra), nagâț (Vanellus vanellus)
- mamifere (2): liliac cu urechi mari (Myotis bechsteinii), liliac comun (Myotis myotis)
- nevertebrate (1): phengaris nausithous (Maculinea nausithous)

Pe lângă speciile protejate, pe teritoriul sitului au mai fost identificate 62 de specii de plante, 1 specie de păsări, 7 specii de mamifere, 7 specii de nevertebrate, 3 specii de reptile.